# Villiers-le-Pré
Pour les articles homonymes, voir Villiers et Pré (homonymie).
Villiers-le-Pré est une ancienne commune française du département de la Manche et de la région Normandie, peuplée de 185 habitants, devenue le 1er janvier 2017 une commune déléguée au sein de la commune nouvelle de Saint-James.

## Géographie
La commune est au sud-ouest de l'Avranchin. Son bourg est à 7 km à l'ouest de Saint-James, à 8,5 km à l'est de Pontorson, à 12 km au nord-est d'Antrain et à 19 km au sud d'Avranches.
Le point culminant (92 m) se situe en limite est, près du lieu-dit la Haute Daviais. Le point le plus bas (48 m) correspond à la sortie du Loison du territoire, au nord-ouest.
| La Croix-Avranchin, Vessey | La Croix-Avranchin | La Croix-Avranchin |
| Vessey                     | Villiers-le-Pré    | Saint-James        |
| Vessey                     | Argouges           | Carnet             |

## Toponymie
Le nom de la localité est attesté sous les formes Vilers entre 1037 et 1046, Viliers en 1240.
La forme Vilers attestée vers 1040-1046 est dérivé du latin villa, du bas latin villare, « village », à l'origine des toponymes Villiers ou Villers.
En 1956, Villiers prend officiellement le nom de Villiers-le-Pré.

## Histoire
En 1096, un de Villiers participa à la première croisade avec le duc de Normandie, Robert Courteheuse.
Parmi les familles seigneuriales on peut citer celles de Guischard, de Villiers, de la Cervelle et de Tuffin de la Rouerie.
En 1597, Pierre Gui(s)chard, bourgeois de Pontorson acquiert la seigneurie de Villiers. Il sera anobli en 1610.

## Politique et administration

### Liste des maires
| Période                                  | Période          | Identité                  | Étiquette | Qualité                                                                     |
| ---------------------------------------- | ---------------- | ------------------------- | --------- | --------------------------------------------------------------------------- |
| Les données manquantes sont à compléter. |                  |                           |           |                                                                             |
| 1807                                     | 1832             | Léonor Guérin             |           |                                                                             |
| 1832                                     | 1878             | Nicolas-François Tiffaine |           |                                                                             |
| 1878                                     | mai 1881 (décès) | François Renault          |           |                                                                             |
| 1881                                     | 1900             | François Royer            |           |                                                                             |
| 1900                                     | 1921             | Auguste Monnier           |           |                                                                             |
| mai 1921                                 | 1921             | Édouard Poisson           |           |                                                                             |
| octobre 1921                             | 1927             | Pierre Guinnebault        |           |                                                                             |
| 1927                                     | 1937             | François Ménard           |           |                                                                             |
| 1937                                     | mars 1965        | Pierre Guinnebault        |           |                                                                             |
| mars 1965                                | mars 1983        | André Cherbonnel          |           |                                                                             |
| mars 1983                                | mars 1989        | Pierre Pigeon             |           | Maire honoraire                                                             |
| mars 1989                                | mars 2001        | Auguste Godard            |           | Agriculteur, ancien adjoint au maire Vice-président de la CC de Saint-James |
| mars 2001                                | décembre 2016    | Philippe Lehurey          | LR        | Agriculteur                                                                 |

Le conseil municipal était composé de onze membres dont le maire et deux adjoints.

### Liste des maires délégués
| Période      | Période  | Identité         | Étiquette | Qualité     |
| ------------ | -------- | ---------------- | --------- | ----------- |
| janvier 2017 | En cours | Philippe Lehurey | LR        | Agriculteur |

## Population et société

### Démographie
En 2021, la commune comptait 185 habitants, en évolution de −2,63 % par rapport à 2015 (Manche : −0,31 %, France hors Mayotte : +2,11 %).
Au premier recensement républicain, en 1793, Villiers comptait 610 habitants, population jamais atteinte depuis.
| 1793 | 1800 | 1806 | 1821 | 1831 | 1836 | 1841 | 1846 | 1851 |
| ---- | ---- | ---- | ---- | ---- | ---- | ---- | ---- | ---- |
| 610  | 489  | 539  | 539  | 536  | 582  | 590  | 579  | 546  |

| 1856 | 1861 | 1866 | 1872 | 1876 | 1881 | 1886 | 1891 | 1896 |
| ---- | ---- | ---- | ---- | ---- | ---- | ---- | ---- | ---- |
| 540  | 547  | 503  | 460  | 460  | 451  | 444  | 413  | 364  |

| 1901 | 1906 | 1911 | 1921 | 1926 | 1931 | 1936 | 1946 | 1954 |
| ---- | ---- | ---- | ---- | ---- | ---- | ---- | ---- | ---- |
| 360  | 388  | 390  | 290  | 297  | 306  | 305  | 313  | 306  |

| 1962 | 1968 | 1975 | 1982 | 1990 | 1999 | 2004 | 2006 | 2009 |
| ---- | ---- | ---- | ---- | ---- | ---- | ---- | ---- | ---- |
| 270  | 256  | 246  | 203  | 198  | 196  | 189  | 187  | 194  |

| 2014 | 2019 | 2021 | - | - | - | - | - | - |
| ---- | ---- | ---- | - | - | - | - | - | - |
| 188  | 187  | 185  | - | - | - | - | - | - |

## Culture locale et patrimoine

### Lieux et monuments
- Église Saint-Pierre des XVIe, XVIIe – XVIIIe siècles, ancienne chapelle du manoir, avec un clocher-mur et deux tinterelles, un portail Renaissance et fenêtres du chœur du XVIe siècle. Elle abrite un Christ en croix du XVIe-XVIIe, un ciboire du XVIIIe, un calice et sa patène du XVIIe et une verrière deux apôtres des XVIe et XIXe, classés, en 1978, au titre objet aux monuments historiques[12], ainsi que des stalles du XVIe, les statues de saint Laurent et saint Jean du XVIe, une Vierge à l'Enfant du XVIIIe, une verrière du XXe de Charles Lorin[8].
- Calvaire du XVIIe siècle, cinq croix de chemin des XVIIIe – XIXe siècles.
- Fontaine Saint-Armel.
- Vestiges du château de Villiers du XVIIe siècle. En 1825, Marie et Thérèse Tuffin de Villiers, célibataires, donnèrent le château à l'évêché de Coutances afin d'en faire une maison de repos d'ecclésiastiques. Revendu en 1958, il n'en reste que des vestiges (communs)[8].